# Sachi Kagawa
Pour les articles homonymes, voir Kagawa.
Sachi Kagawa (香川 幸, Kagawa Sachi) est un footballeur international japonais. Il évoluait au poste d'attaquant.

## Carrière
Sachi Kagawa, joueur de l'équipe de football de l'université impériale de Kyoto, est sélectionné à deux reprises en équipe nationale japonaise. Il joue les 17 et 20 mai 1925, pour deux défaites aux Jeux de l'Extrême-Orient contre les Philippines (4-0) et la Chine (2-0).